# Gabriel Formiggini
Joseph Gabriel Anton Formiggini (* 2. November 1879 in Triest; † 10. November 1936 in Berlin-Schmargendorf) war ein Violinist und Orchesterleiter in Berlin.

## Leben
Über Gabriel Formigginis Leben liegen nur lückenhafte Angaben vor. Er war ein Sohn des Kaufmanns Arnold Formiggini und dessen Ehefrau Clarissa, geb. Dalla-Volta. 1907 war er in Posen aktiv, wo er im Café International mit einem italienischen Orchester spielte. Danach wechselte er offenbar nach Berlin und spielte im Café-Restaurant Der Reichshof, das in den Räumlichkeiten des ehemaligen Grand Café Braun in der Potsdamer Straße 74 eröffnet wurde.
Er gastierte im Frühjahr 1909 mit einem Orchester im Berliner Opéra-Café. Für das Jahr 1912 sind Auftritte einer „Künstlerkapelle Formiggini“ im Hamburger Rathauscafé belegt. Formiggini war ab 1913 in Berliner Adressbüchern zu finden. Zunächst war er hier nur als Kapellmeister vermerkt, ab 1915 kamen auch Berufsbezeichnungen wie Cafetier, Kaufmann, Kaffeehausbesitzer etc. hinzu. 1913 trat das „Salon-Orchester“ Formiggini im Kerkau-Palast auf. Ab dem Frühjahr 1914 begann Formiggini im Café E. S. P. aufzutreten, das  Ernst Deutsch gehörte. Formiggini war dessen Gesellschafter, eine weitere Gesellschafterin war Frieda Scharfe, geb. Schaaf, die Formiggini am 20. Februar 1917 heiratete. Aus der Heiratsurkunde geht hervor, dass Formiggini Katholik war und dass seine Eltern zu dieser Zeit noch am Leben waren. Seine Ehefrau wird in der Urkunde als Margarete Frieda Schaaf geführt, von einer ersten Ehe mit einem Herrn Scharfe ist in dem Dokument nichts zu lesen. Geboren wurde Formigginis Ehefrau am 25. März 1880 in Dresden.
Das Etablissement E. S. P. befand sich am Kurfürstendamm 220. Als Kaffeehausbesitzer am Viktoria-Luise-Platz 3 führt Formiggini das Adressbuch von 1918; 1919 ist hinter seinem Namen der Vermerk „Lichtspiele Königshaus, Neue Königsstr. 61-64“ zu finden. Laut dem Branchenbuch war er ab 1922 Besitzer der Café-Diele in der „Scala“ in der Lutherstraße 22–24, die offenbar in den Folgejahren in seinem Besitz blieb, aber mehrfach umbenannt wurde. Ab 1931 wurde er als Gastwirt in Formigginis Restaurant GmbH am Kurfürstendamm 34 geführt. Der letzte Eintrag von 1937 wurde offenbar noch vor Formigginis Tod im Herbst 1936 gedruckt und enthielt nur noch die Bezeichnungen „Jude“ und „Kaufmann“.
Formiggini spielte mit seinem Orchester nicht nur in seinen eigenen Etablissements. Längere Zeit trat er im Eldorado auf, das sich gegenüber der „Scala“ in der Lutherstraße 31 befand und von 1926 bis 1932 existierte. Aus dieser Zeit stammen auch zahlreiche Aufnahmen Formigginis mit seinem Orchester, häufig mit Refraingesang von Theo Lucas: In den Jahren 1926 bis 1928 wurden etwa 150 Formiggini-Platten bei der VOX aufgenommen.
Doch Formiggini hatte schon vor seiner Tätigkeit im Eldorado Kontakt zur VOX. Möglicherweise verbarg er sich mit seinem Orchester schon hinter der Bezeichnung „Vox American Jazz Band“, die ab Ende 1922 Platten im Ragtime-Stil bei der VOX aufnahm. Wenig später spielte er bei der VOX etliche weitere Titel ein. Während die Band weiterhin als „American Jazz Band“ bzw. „Vox American Jazz Band“ bezeichnet wurde, wurde bei diesen Aufnahmen nun Formiggini als Leiter explizit genannt. Im Dezember 1924 nahm er drei Platten mit „Formiggini’s American Jazz Band“ bei der Homocord auf. 1925 nannte sich die damals zehnköpfige Gruppe „Original Formiggini Jazz Band“ und war Teil des Revueprogramms „Noch und noch“ im Berliner Admiralspalast. Ein Programmheft dieser Revue enthält ein Foto Formigginis mit seiner Band. Möglicherweise zeigt es die für manche Aufnahmen belegte Besetzung Karl Nierenz (Trompete), Tony Weinmann oder F. Greenbaum (Posaune), Sam Dunkel (Tenorsaxophon und Klarinette), Charlie Spiegel (Sopransaxophon und Gesang), Ray Allen (Klavier) und Max Rosen (Tuba).
Ende 1928 fanden Formigginis letzte Plattenaufnahmen für die VOX, die im Frühjahr 1929 in Konkurs ging, statt. Vermutlich nahm er danach überhaupt keine Platten mehr auf; Restbestände der VOX wurden zwar vom Nachfolgeunternehmen Kristall (Crystalate Company, England) übernommen und verwertet, Neuaufnahmen Formigginis für Kristall sind jedoch nicht belegt.

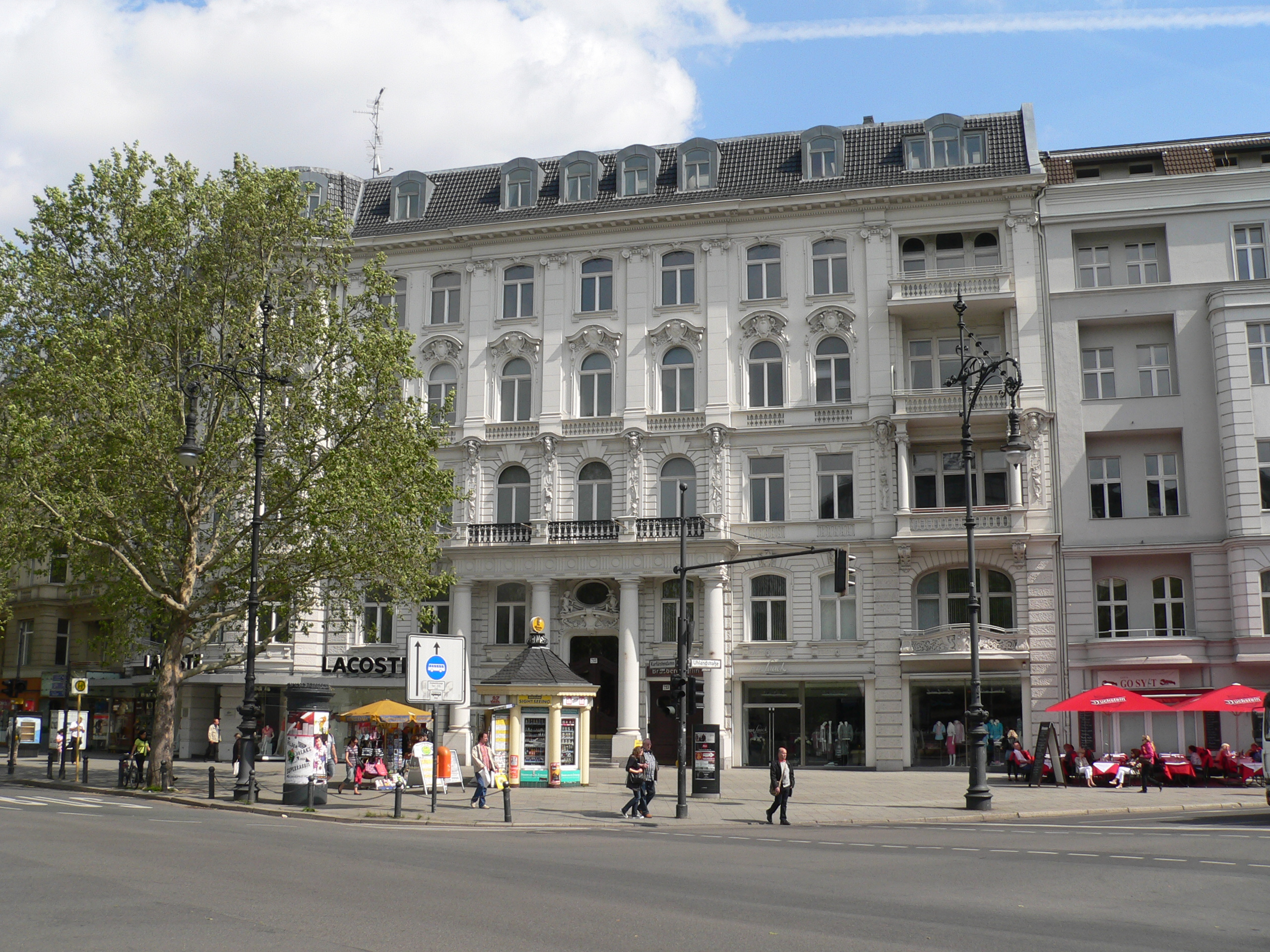
Ecke Kurfürstendamm/Uhlandstraße

Formiggini dehnte offenbar nach Ende seiner Aufnahmetätigkeiten seine Tätigkeit als Gastronom aus. Für 1930 ist er als Besitzer des Restaurants „Venezia“, das sich im Barocksaal der „Scala“ befand, im Branchenbuch eingetragen, und ab 1931 wurde er als Besitzer von „Formigginis Restaurant“ geführt. Sein letzter privater Wohnsitz in Berlin befand sich in der Uhlandstraße 167 unweit dieses Lokals. Im September 1935 wurde die Ehe mit Frieda Scharfe, geb. Schaaf, geschieden. Am 10. November 1936 ist er im Martin-Luther-Krankenhaus in Berlin-Schmargendorf verstorben. In einer Notiz des Emigrantenmagazins Pem’s Privat Berichte vom November 1936 wurde Formigginis Tod gemeldet.